# 헌장 찬가
《헌장 찬가》(포르투갈어: O Hino da Carta)는 포르투갈 왕국의 국가로써, 1834년에 국가로 제정되어 1911년에 폐지되었다. 브라질의 초대 황제인 페드루 1세(포르투갈에서는 '페드루 4세')가 작사, 엔히크 로페스 데 멘도사가 작곡하였다. 현재는 폰티냐 공국의 찬가로 사용되고있다. 그리고 그 이전에는 애국가가 사용되었다.
포르투갈은 1911년부터 포르투갈의 노래(A Portuguesa)를 국가로 부르고 있다.

## 가사
1절
Ó Pátria, Ó Rei, Ó Povo,
Ama a tua Religião
Observa e guarda sempre
Divinal Constituição
후렴(Coro)
Viva, viva, viva ó Rei
Viva a Santa Religião
Vivam Lusos valorosos
A feliz Constituição
A feliz Constituição
2절
Ó com quanto desafogo
Na comum agitação
Dá vigor às almas todas
Divinal Constituição
3절
Venturosos nós seremos
Em perfeita união
Tendo sempre em vista todos
Divinal Constituição
4절
A verdade não se ofusca
O Rei não se engana, não,
Proclamemos Portugueses
Divinal Constituição

## 해석
Verse. 1

오 조국이여, 임금과 백성이여,

당신의 믿음은 사랑하며 봉사하리라!

믿음직하여라! 우리의 헌법은

신성하게 제정되었고, 보전되어야 하리라.
후렴

만세, 만세, 만세, 우리 왕이여

우리의 신성한 안식처에서

루스티아니아들은 용기와 함께 불타오르리라

만세, 우리의 축복된 헌법이여,

만세 우리의 헌법은 축복했노라!

## 같이 보기
- 포르투갈의 국가
- 애국가 (포르투갈)